# Dionna Harris
Dionna M. Harris (Philadelphia, Pennsylvania, 4 maart 1968) is een Amerikaans softbalster en Olympisch kampioene. Ze won met haar softbalteam een gouden medaille op de Olympische Zomerspelen in 1996. Harris speelde collegial softbal op de Temple University in Philadelphia.
Haar biografie en prestatielijst hing in 2001 in het Delaware Sports Museum and Hall of Fame.
| Logo van de Olympische Spelen | Goud | Zilver | Brons | Logo van de Olympische Spelen |
|                               | 1    | 0      | 0     |                               |